# 关于集成电路的知识产权条约
《关于集成电路的知识产权条约》（英語：Washington Treaty on Intellectual Property in Respect of Integrated Circuits），简称《华盛顿条约》，是1989年世界知识产权组织制订的条约。条约订于美国华盛顿，但尚未生效，保存人是世界知识产权组织总干事。

## 内容
条约规定每一缔约方可自由通过布图设计（拓朴图）的专门法律或者通过其关于版权、专利、实用新型、工业品外观设计、不正当竞争的法律，或者通过任何其它法律或者任何上述法律的结合来履行其按照本条约应负的义务。条约还对国民待遇、保护范围、实施登记公开等作了规定。条约还设立了由缔约各方组成的联盟的设计大会。